# Luy Tổ
Luy Tổ (tiếng Trung: 嫘祖; bính âm: Léi Zǔ), còn gọi Tây Lăng Thị (西陵氏), là một nhân vật nữ trong truyền thuyết Trung Quốc. Theo đó, bà là vợ cả của Hoàng Đế Công Tôn Hiên Viên và là người đầu tiên chế ra việc nuôi tằm với điển tích Luy Tổ thủy tằm (嫘祖始蚕). 

## Huyền tích
Theo Sử Ký Tư Mã Thiên, phần "Ngũ Đế bản kỷ" thì Luy Tổ xuất thân từ Tây Lăng Thị, được Hoàng Đế cưới làm vợ chính thất và sinh ra ba con trai: Thanh Dương,  Vân Trạch và Xương Ý, người sinh ra Chuyên Húc Cao Dương Thị.
Theo các truyền thuyết về sau thêm vào, sau khi Hoàng Đế chính thức đăng cơ thì Luy Tổ được phong làm Vương phi. Bà đặt ra tam cung lục viện và quy định các phép tắc nghi lễ của hậu cung rất chi tiết và chặt chẽ. Một lần, Luy Tổ cùng các thứ phi khác và cung nữ đang ngồi chơi ở vườn thượng thì bất chợt bà để ý thấy trên cây dâu có con tằm nhả tơ óng ánh, bà liên tưởng đến các sợi tơ kia liên kết với nhau để tạo ra chất liệu vải lụa nên sai cung nữ thực hành ngay. Thời bấy giờ, con người chưa có quần áo mặc mà chỉ quấn lá cây để che thân mà thôi, bà chế ra chiếc thoi dệt dùng để quay tơ lấy kén từ nhộng tằm. Lúc đầu dệt thành tấm to để quấn xung quanh người cho thật kín, rồi bà lại nghiên cứu ra cách cắt theo cơ thể người xỏ qua ống chân ống tay rất công phu kỹ lưỡng. 
Sách Tùy thư - Lễ nghi chí cũng gọi bà là Tiên Tằm (先蚕), tức vị của thủy tầm. Sách Thông giám ngoại kỷ (通鉴外纪) cũng ghi chép tương tự.